# Zungri
Zungri (AFI: /ˈd͡zunɡri/; Zzungàri in calabrese) è un comune italiano di 1.837 abitanti della provincia di Vibo Valentia in Calabria. Comprende anche la frazione di Papaglionti, abbandonata dopo un'alluvione avvenuta nel 1952. È l'ultimo dei comuni italiani in ordine alfabetico.

## Origini del nome

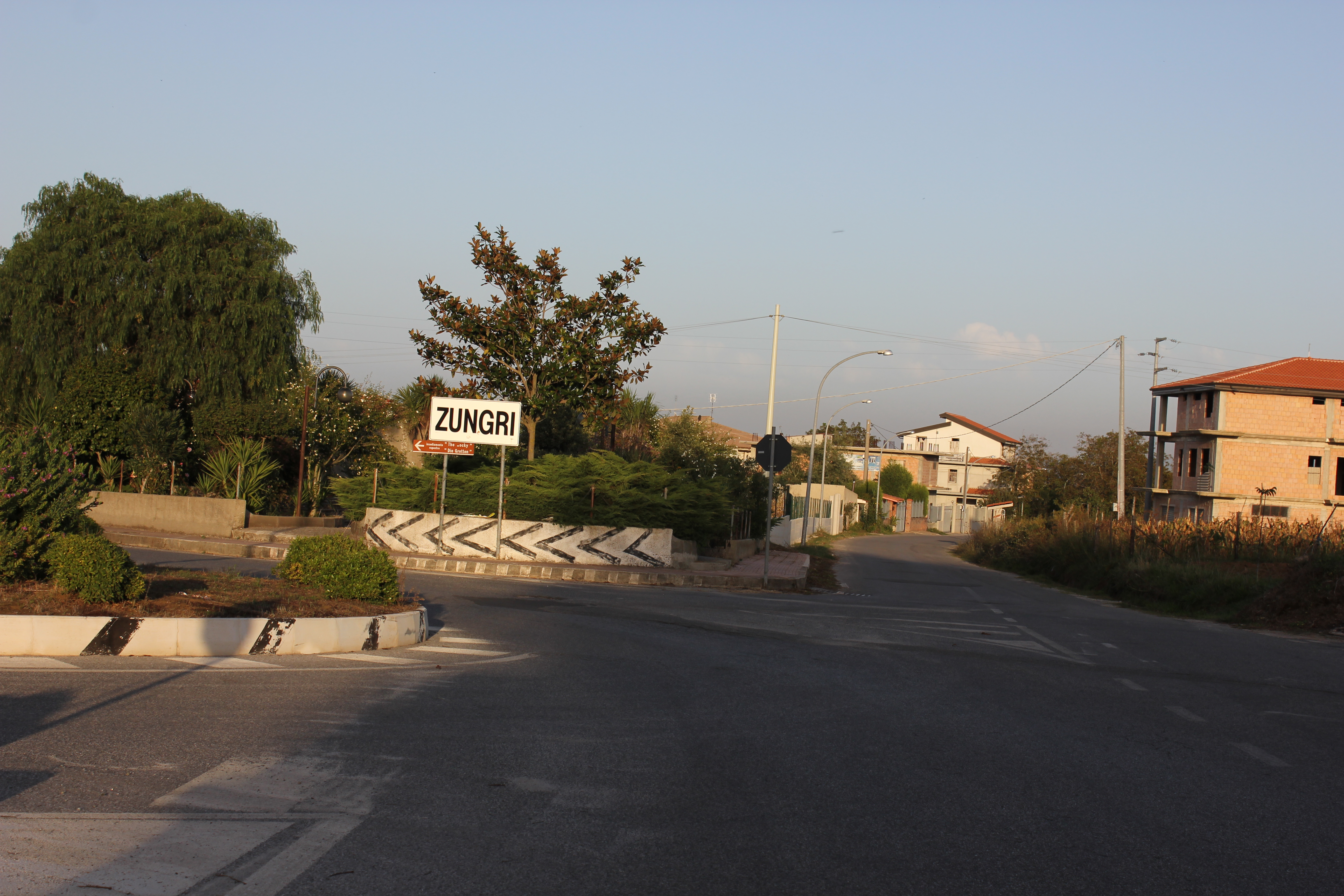
Ingresso all'abitato

Il nome del paese deriva dal termine greco zugrion o tsougkrì, τσουγκρί, ossia "altura", "collina".

## Storia

### Simboli

Il gonfalone comunale

Lo stemma e il gonfalone sono stati concessi con decreto del presidente della Repubblica del 19 luglio 1986.
Il gonfalone è un drappo partito di bianco e di verde.

## Monumenti e luoghi d'interesse
Nei pressi della città è presente un villaggio rupestre, conosciuto come Città di Pietra di Zungri o anche "Grotte") su cui a tutt’oggi vi sono pochi studi circa la funzione e la datazione.

## Società

### Evoluzione demografica
Abitanti censiti

### Etnie e minoranze straniere
Secondo i dati ISTAT al 31 dicembre 2010 i cittadini stranieri residenti erano 47 persone.
Le nazionalità maggiormente rappresentate in base alla loro percentuale sul totale della popolazione residente erano:
- Romania 43 (2,10%, il 91,4% della popolazione straniera)
- Argentina 2 (0,09%)
- Bulgaria 1 (0,04%)
- Marocco 1 (0,04%)

## Cultura

### Zungri nel cinema
Alcune riprese del film su Gioacchino da Fiore, Il monaco che vinse l'Apocalisse di Jordan River del 2022, sono state girate nella Città di Pietra di Zungri che si "trasforma" in Gerusalemme.

## Amministrazione
| Periodo        | Periodo        | Primo cittadino       | Partito                         | Carica  | Note |
| -------------- | -------------- | --------------------- | ------------------------------- | ------- | ---- |
| 23 aprile 1995 | 13 giugno 1999 | Pasquale Mazzitelli   | lista civica di centro-sinistra | sindaco |      |
| 13 giugno 1999 | 13 giugno 2004 | Annunciato Mazzitelli | lista civica di centro-destra   | sindaco |      |
| 13 giugno 2004 | 7 giugno 2009  | Annunciato Mazzitelli | lista civica di centro-destra   | sindaco |      |
| 7 giugno 2009  | 26 maggio 2014 | Francesco Galati      | lista civica                    | sindaco |      |
| 26 maggio 2014 | 27 maggio 2019 | Francesco Galati      | lista civica Zungri futura      | sindaco |      |
| 27 maggio 2019 | in carica      | Francesco Galati      | lista civica Zungri futura      | sindaco |      |